# ロス島 (スヴァールバル諸島)
ロス島（ロスとう、ノルウェー語: Rossøya, 英語: Ross Island）は、ノルウェー・スヴァールバル諸島の一部である七島群島にある無人島である。ノルウェー最北端の地であり、島の名前は、イギリスの探検家ジェイムズ・クラーク・ロスの名前からつけられた。